# Maranello
Maranello (modensko Maranèl) je mesto in občina v pokrajini Modena v Emiliji-Romanji v severni Italiji, 18 km od Modene, s 17.504 prebivalci od leta 2017.
Kraj je širše znan kot sedež avtomobilskega podjetja Ferrari in njegove motošportne divizije Scuderia Ferrari. Maranello je bil tudi dom podjetja za izdelavo karoserij Carrozzeria Scaglietti, zdaj v lasti Ferrarija.